# James Cromwell
James Oliver Cromwell (Los Angeles, 27 gennaio 1940) è un attore e attivista statunitense, candidato all'Oscar nella categoria miglior attore non protagonista per la sua interpretazione nel film Babe - Maialino coraggioso (1995).
Nel 2013 ha vinto il premio Emmy come Miglior attore non protagonista in una miniserie o film TV per la sua partecipazione nella seconda stagione di American Horror Story.

## Biografia
James Cromwell è nato a Los Angeles il 27 gennaio 1940, ma è cresciuto a Manhattan, figlio adottivo del regista, attore e produttore John Cromwell (che era stato inserito nella lista nera durante gli anni del maccartismo) e dell'attrice Kay Johnson. I suoi genitori divorziarono nel 1946. Ha studiato presso la Carnegie Mellon University. All'inizio ha lavorato in televisione, a metà anni settanta, mentre debutta al cinema nel 1976 nel film Invito a cena con delitto di Neil Simon. Negli anni ottanta, si fa notare recitando al fianco di River Phoenix in Explorers ed in film come La rivincita dei Nerds.
Nel 1996 viene candidato all'Oscar come miglior attore non protagonista per Babe - Maialino coraggioso. Seguono molte interpretazioni, quasi mai come protagonista ma sempre con ruoli di rilievo in pellicole di maggior spessore, come Larry Flint - Oltre lo scandalo e L.A. Confidential. Interpreta Zefram Cochrane in Primo contatto e in seguito prende parte a film come Deep Impact, Il miglio verde, Space Cowboys, Io, Robot, e RKO 281 dove interpreta William Randolph Hearst.
Reciterà insieme a Adam Sandler nel 2005 in L'altra sporca ultima meta, inoltre prenderà parte al cast di Il mondo dei replicanti, un film di Jonathan Mostow. Nel 2006 interpreta il Principe Filippo al fianco al premio Oscar Helen Mirren in The Queen - La regina, successivamente prende parte a Spider-Man 3 nel ruolo del Capitano George Stacy e interpreta il padre di Jane Austen interpretata da Anne Hathaway in Becoming Jane.
Molto attivo anche in campo televisivo, è stato uno dei protagonisti della miniserie Impatto dal cielo recitando la parte di Lloyd, a due stagioni di Six Feet Under nel ruolo di George Sibley, ha interpretato il cardinale Adam Stefan Sapieha nella miniserie Giovanni Paolo II, mentre nel 2007 ha interpretato Phillip Bauer, il padre del protagonista, Kiefer Sutherland, nella serie televisiva 24.
Nel 2012 partecipa al film Resta con me e viene scelto nel cast della seconda stagione di American Horror Story, interpretando la parte del dottor Arthur Arden. Nel 2013 è tra i protagonisti della serie TV Tradimenti, interpretando la parte di Thatcher Karsten, la serie viene cancellata nel 2014 dopo una sola stagione. Recita in alcuni ruoli della serie TV Murder in the First, interpretando Warren Daniels, inoltre riveste il ruolo del cardinale Michael Spencer nella serie The Young Pope.
Nel 2022, Cromwell entra a far parte della serie TV HBO Max Julia, nel ruolo di John McWilliams, il padre di Julia Child.

## Vita privata
Nel 1976 si è sposato con Anne Ulvestad, da cui ha avuto tre figli: Kate (1978), John (1980) e Colin (1982). La coppia ha divorziato nel 1986, e nello stesso anno si è risposato con l'attrice Julie Cobb, da cui ha divorziato nel 2006. Il 1º gennaio del 2014 ha sposato l'attrice Anna Stuart.
Vegetariano dal 1975 per ragioni animaliste ed ambientaliste, è diventato vegano a seguito della sua interpretazione in Babe - Maialino coraggioso (1995), grazie al quale si è ulteriormente sensibilizzato verso la sorte degli animali: ha infatti patrocinato la campagna SaveBabe contro la macellazione dei maiali ed è inoltre un testimonial per la PETA.

## Filmografia

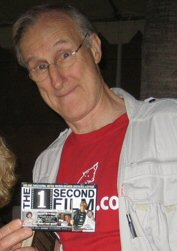
James Cromwell nel 2005

### Cinema
- Invito a cena con delitto (Murder by Death), regia di Robert Moore (1976)
- A proposito di omicidi... (The Cheap Detective), regia di Robert Moore (1978)
- Nobody's Perfekt, regia di Peter Bonerz (1981)
- Ho perso la testa per un cervello (The Man with Two Brains), regia di Carl Reiner (1983)
- La rivincita dei nerds (Revenge of the Nerds), regia di Jeff Kanew (1984)
- Tank, regia di Marvin J. Chomsky (1984)
- Oh, God! You Devil, regia di Paul Bogart (1984)
- The House of God, regia di Donald Wrye (1984)
- Explorers, regia di Joe Dante (1985)
- Un bel pasticcio! (A Fine Mess), regia di Blake Edwards (1986)
- La rivincita dei nerds II (Revenge of the Nerds II - Nerds in Paradise), regia di Joe Roth (1987)
- Il salvataggio (The Rescue), regia di Ferdinand Fairfax (1988)
- Pink Cadillac, regia di Buddy Van Horn (1989)
- Una vita in fuga (The Runnin' Kind), regia di Max Tash (1989)
- The Babe - La leggenda (The Babe), regia di Arthur Hiller (1992)
- Triplo gioco (Romeo Is Bleeding), regia di Peter Medak (1993)
- Babe - Maialino coraggioso (Babe), regia di Chris Noonan (1995)
- L'eliminatore - Eraser (Eraser), regia di Chuck Russell (1996)
- Larry Flynt - Oltre lo scandalo (The People vs. Larry Flynt), regia di Miloš Forman (1996)
- Primo contatto (Star Trek: First Contact), regia di Jonathan Frakes (1996)
- L.A. Confidential, regia di Curtis Hanson (1997)
- The Education of Little Tree, regia di Richard Friedenberg (1997)
- Species II, regia di Peter Medak (1998)
- Owd Bob, regia di Rodney Gibbons (1998)
- Deep Impact, regia di Mimi Leder (1998)
- Babe va in città (Babe: Pig in the City), regia di George Miller (1998)
- La figlia del generale (The General's Daughter), regia di Simon West (1999)
- La neve cade sui cedri (Snow Falling on Cedars), regia di Scott Hicks (1999)
- Lo scapolo d'oro (The Bachelor), regia di Gary Sinyor (1999)
- Il miglio verde (The Green Mile), regia di Frank Darabont (1999)
- Space Cowboys, regia di Clint Eastwood (2000)
- Al vertice della tensione (The Sum of All Fears), regia di Phil Alden Robinson (2002)
- The Snow Walker, regia di Charles Martin Smith (2003)
- Blackball, regia di Mel Smith (2003)
- Io, robot (I, Robot), regia di Alex Proyas (2004)
- L'altra sporca ultima meta (The Longest Yard), regia di Peter Segal (2005)
- The Queen - La regina (The Queen), regia di Stephen Frears (2006)
- Becoming Jane - Il ritratto di una donna contro (Becoming Jane), regia di Julian Jarrold (2007)
- Spider-Man 3, regia di Sam Raimi (2007)
- Tortured, regia di Nolan Lebovitz (2008)
- W., regia di Oliver Stone (2008)
- A Lonely Place for Dying, regia di Justin Eugene Evans (2009)
- Il mondo dei replicanti (Surrogates), regia di Jonathan Mostow (2009)
- Un anno da ricordare (Secretariat), regia di Randall Wallace (2010)
- The Artist, regia di Michel Hazanavicius (2011)
- A Year in Mooring, regia di Chris Eyre (2011)
- Admissions, regia di Harry Kakatsakis – cortometraggio (2011)
- Hide Away (A Year in Mooring), regia di Chris Eyre (2011)
- Memorial Day, regia di Sam Fischer (2011)
- Cowgirls 'n Angels, regia di Timothy Armstrong (2012)
- Soldiers of Fortune, regia di Maksim Korostyshevsky (2012)
- Resta con me (Still Mine), regia di Michael McGowan (2012)
- Cate McCall - Il confine della verità (The Trials of Cate McCall), regia di Karen Moncrieff (2013)
- The Promise, regia di Terry George (2016)
- Marcia per la libertà (Marshall), regia di Reginald Hudlin (2017)
- Jurassic World - Il regno distrutto (Jurassic World: Fallen Kingdom), regia di Juan Antonio Bayona (2018)
- Panama Papers (The Laundromat), regia di Steven Soderbergh (2019)
- Rebel Ridge, regia di Jeremy Saulnier (2024)

### Televisione
- Agenzia Rockford (The Rockford Files) – serie TV, episodio 1x03 (1974)
- Arcibaldo (All in the Family) – serie TV, episodi 5x04, 5x09 e 5x11 (1974)
- Maude – serie TV, episodi 3x09 e 6x13 (1974-1978)
- Hot L Baltimore – serie TV, 13 episodi (1975)
- Barbary Coast – serie TV, episodio 1x04 (1975)
- Stranded, regia di Earl Bellamy – film TV (1976)
- Militari di carriera (Once an Eagle) – serie TV, 4 episodi (1976)
- The Nancy Walker Show – serie TV, 13 episodi (1976-1977)
- All's Fair – serie TV, episodio 1x19 (1977)
- Sulle strade della California (Police Story) – serie TV, episodio 4x20 (1977)
- Viva o morta (The Girl in the Empty Grave), regia di Lou Antonio – film TV (1977)
- Tre cuori in affitto (Three's Company) – serie TV, episodio 2x09 (1977)
- M*A*S*H – serie TV, episodio 6x03 (1977)
- Deadly Game, regia di Lane Slate – film TV (1977)
- Barney Miller – serie TV, 4 episodi (1977-1981)
- Apple Pie – serie TV, episodio 1x01 (1978)
- Alice – serie TV, episodio 3x09 (1978)
- Flatbush – serie TV, episodio 1x01 (1979)
- La famiglia Bradford (Eight Is Enough) – serie TV, episodio 3x23 (1979)
- Il mio amico Arnold (Diff'rent Strokes) – serie TV, episodio 2x06 (1979)
- Time Out (The White Shadow) – serie TV, episodi 1x13 e 2x22 (1979-1980)
- Flo – serie TV, episodi 1x01 e 1x04 (1980)
- Una storia del West (The Chisholms) – miniserie TV, episodio 2x08 (1980)
- La casa nella prateria (Little House on the Prairie) – serie TV, episodi 7x01 e 7x02 (1980)
- I'm a Big Girl Now – serie TV, episodio 1x05 (1980)
- A Christmas Without Snow, regia di John Korty – film TV (1980)
- Mary Benjamin (Nurse) – serie TV, episodio 2x09 (1982)
- The Wall, regia di Robert Markowitz – film TV (1982)
- Barefoot in the Park, regia di Harvey Medlinsky – film TV (1982)
- I figli del vento (Born to the Wind) – serie TV, 4 episodi (1982)
- The Rainmaker, regia di John Frankenheimer – film TV (1982)
- I ragazzi di padre Murphy (Father Murphy) – serie TV, episodi 2x05 e 2x06 (1982)
- Buffalo Bill – serie TV, episodi 2x02 (1984)
- La piccola grande Nell (Gimme a Break!) – serie TV, episodio 3x22 (1984)
- Spraggue, regia di Larry Elikann – film TV (1984)
- Earthlings, regia di Jay Sandrich – film TV (1984)
- Dallas – serie TV, episodi 8x13, 8x15 e 8x17 (1984-1985)
- Ai confini della realtà (The Twilight Zone) – serie TV, episodio 1x15 (1985)
- Casa Keaton (Family Ties) – serie TV, episodio 3x16 (1985)
- Supercar (Knight Rider) – serie TV, episodio 3x19 (1985)
- Giudice di notte (Night Court) – serie TV, episodio 2x14 (1985)
- Riptide – serie TV, episodio 2x17 (1985)
- Hardcastle & McCormick – serie TV, episodio 2x20 (1985)
- Wildside – serie TV, episodio 1x05 (1985)
- Hill Street giorno e notte (Hill Street Blues) – serie TV, episodio 5x23 (1985)
- Hunter – serie TV, episodio 1x19 (1985)
- Storie incredibili (Amazing Stories) – serie TV, episodio 1x15 (1986)
- Top Secret (Scarecrow and Mrs. King) – serie TV, episodi 3x04 e 3x18 (1985-1986)
- Stazione di polizia (The Last Precinct) – serie TV, 1 episodio (1986)
- Magnum, P.I. – serie TV, episodio 6x20 (1986)
- Dream West – miniserie TV, 2 episodi (1986)
- Quartieri alti (Easy Street) – serie TV, 22 episodi (1986-1987)
- Mama's Boy – serie TV, episodi 1x01, 1x02 e 1x04 (1987-1988)
- China Beach – serie TV, 1 episodio (1988)
- Mr. Belvedere – serie TV, episodio 5x01 (1988)
- Christine Cromwell – serie TV, episodio 1x01 (1989)
- Una famiglia come le altre (Life Goes On) – serie TV, episodio 1x13 (1990)
- Volo 243 atterraggio di fortuna (Miracle Landing), regia di Dick Lowry – film TV (1990)
- American Dreamer – serie TV, episodio 1x02 (1990)
- Matlock – serie TV, episodio 5x02 (1990)
- Star Trek: The Next Generation – serie TV, episodi 3x11, 6x16 e 6x17 (1990-1993)
- I ragazzi della prateria (The Young Riders) – serie TV, episodio 2x14 (1991)
- Due come noi (Jake and the Fatman) – serie TV, episodio 4x18 (1991)
- L.A. Law - Avvocati a Los Angeles (L.A. Law) – serie TV, episodio 8x11 (1994)
- La rivincita dei nerds IV (Revenge of the Nerds IV: Nerds in Love), regia di Steve Zacharias – film TV (1994)
- L'incantesimo (The Shaggy Dog), regia di Dennis Dugan – film TV (1994)
- Quell'uragano di papà (Home Improvement) – serie TV, episodio 4x09 (1994)
- Star Trek: Deep Space Nine – serie TV, episodio 4x07 (1995)
- Renegade – serie TV, episodio 3x15 (1995)
- L'ultimo dei Mohicani (Hawkeye) – serie TV, episodio 1x17 (1995)
- La famiglia Brock (Picket Fences) – serie TV, episodio 3x20 (1995)
- L'asilo maledetto (Indictment: The McMartin Trial), regia di Mick Jackson – film TV (1995)
- Partners – serie TV, episodi 1x11 e 1x18 (1995-1996)
- Maledetta fortuna (Strange Luck) – serie TV, episodio 1x13 (1996)
- Il cliente (The Client) – serie TV, episodio 1x17 (1996)
- A Slight Case of Murder, regia di Steven Schachter – film TV (1999)
- RKO 281 - La vera storia di Quarto potere (RKO 281), regia di Benjamin Ross – film TV (1999)
- A prova di errore (Fail Safe), regia di Stephen Frears e Martin Pasetta – film TV (2000)
- E.R. - Medici in prima linea (ER) – serie TV, 4 episodi (2001)
- Star Trek: Enterprise – serie TV, episodio 1x01 (2001) - non accreditato
- Citizen Baines – serie TV, 7 episodi (2001)
- L'orgoglio degli Amberson (The Magnificent Ambersons), regia di Alfonso Arau – film TV (2002)
- RFK, regia di Robert Dornhelm – film TV (2002)
- A Death in the Family, regia di Gilbert Cates – film TV (2002)
- A Carol Christmas, regia di Matthew Irmas – film TV (2003) - non accreditato
- Angels in America – miniserie TV, 5 episodi (2003)
- Six Feet Under – serie TV, 27 episodi (2003-2005)
- Salem's Lot – miniserie TV, episodi 1x01 e 1x02 (2004)
- West Wing - Tutti gli uomini del Presidente (The West Wing) – serie TV, episodio 5x10 (2004)
- Giovanni Paolo II (Pope John Paul II) – miniserie TV (2005)
- Avenger, regia di Robert Markowitz – film TV (2006)
- Masters of Science Fiction – serie TV, 1 episodio (2007)
- 24 – serie TV, 8 episodi (2007)
- Hit Factor, regia di Sherwin Shilati – film TV (2008)
- My Own Worst Enemy – serie TV, 6 episodi (2008)
- Impatto dal cielo (Impact) – miniserie TV, episodi 1x01 e 1x02 (2009)
- The Last Days of Lehman Brothers, regia di Michael Samuels – film TV (2009)
- Sotto il cielo di Roma, regia di Christian Duguay – film TV (2010)
- Boardwalk Empire - L'impero del crimine (Boardwalk Empire) – serie TV, 4 episodi (2012)
- American Horror Story: Asylum – serie TV, 10 episodi (2012-2013)
- Do No Harm – serie TV, episodi 1x11, 1x12 e 1x13 (2013)
- Tradimenti (Betrayal) – serie TV, 13 episodi (2013-2014)
- Murder in the First – serie TV, 10 episodi (2014)
- Halt and Catch Fire – serie TV, 8 episodi (2015)
- The Young Pope – serie TV, 7 episodi (2016)
- The Detour – serie TV, 7 episodi (2017)
- Last Week Tonight with John Oliver – serie TV, episodio 4x18 (2017)
- Succession – serie TV, 7 episodi (2018-2023)
- Berlin Station – serie TV, episodi 3x01, 3x03 e 3x04 (2018)
- Counterpart – serie TV, episodi 2x03, 2x04 e 2x05 (2018-2019)
- The Family – miniserie TV (2019)
- Julia – serie TV, episodio 1x03 (2022)
- Law & Order: Organized Crime – serie TV, episodi 2x12, 2x14 (2022)
- Sugar – serie TV, 8 episodi (2024)
- Delitti e misteri a Gibsons (Murder in a Small Town) – episodio 1x01 (2024)

### Doppiatore
- Spirit - Cavallo selvaggio (Spirit: Stallion of the Cimarron), regia di Kelly Asbury e Lorna Cook (2002)
- Dante's Inferno, regia di Sean Meredith (2007)
- Big Hero 6, regia di Don Hall e Chris Williams (2014)
- Big Hero 6 - La serie (Big Hero 6: The Series) - serie animata, episodi  1x16, 2x19 (2018-2020)
- Star Trek: Lower Decks – serie TV, episodio 3x01 (2022)
- Un piccolo Batman per un grande Bat-Natale (Merry Little Batman), regia Mike Roth (2023)

## Teatro
- Otello di William Shakespeare, regia di Michael Kahn. ANTA Theatre di Broadway (1970)
- Arriva l'uomo del ghiaccio di Eugene O'Neill, regia di Robert Falls. Goodman Theatre di Chicago (1990)
- Amleto di William Shakespeare, regia di Paul Weidner. Criterion Center Stage Right di Broadway (1992)
- Lungo viaggio verso la notte di Eugene O'Neill, regia di Garry Hynes. Druid Theatre di Galway (2007)
- Aspettando Godot di Samuel Beckett, regia di Michael Arabian. Center Theatre Group di Los Angeles (2012)
- Rupert di David Williamson, regia di Lee Lewis. Sydney Theatre Company di Sydney (2014)
- Grand Horizons di Bess Wohl, regia di Leigh Silverman. Helen Hayes Theater di Broadway (2019)

## Doppiatori italiani
Nelle versioni in italiano delle opere in cui ha recitato, James Cromwell è stato doppiato da:
- Dario Penne in L'eliminatore - Eraser, Larry Flynt - Oltre lo scandalo, Primo contatto, Deep Impact, La figlia del generale, Lo scapolo d'oro, Il miglio verde, Six Feet Under, Al vertice della tensione, Giovanni Paolo II, Masters of Science Fiction, W., Un anno da ricordare, Boardwalk Empire - L'impero del crimine, American Horror Story, Tradimenti, The Young Pope, Marcia per la libertà, Jurassic World - Il regno distrutto
- Franco Zucca in Babe, maialino coraggioso, Species II, Babe va in città, The Family
- Giorgio Lopez in Becoming Jane - Il ritratto di una donna contro, Spider-Man 3, Il mondo dei replicanti, Do No Harm
- Bruno Alessandro in 24, Impatto dal cielo, Tortured, The Promise
- Gianni Giuliano in Succession, Law & Order: Organized Crime, Rebel Ridge, Delitti e misteri a Gibsons
- Sergio Tedesco in Storie incredibili, Star Trek: Deep Space Nine, Avenger
- Omero Antonutti ne La magica storia di un piccolo indiano, RKO 281 - La vera storia di Quarto potere, Space Cowboys
- Sandro Iovino in L'altra sporca ultima meta, My Own Worst Enemy
- Sandro Pellegrini ne La rivincita dei nerds, La rivincita dei nerds II
- Ambrogio Colombo ne La rivincita dei nerds 4, Sugar
- Renato Cortesi in Invito a cena con delitto, Renegade
- Cesare Barbetti ne La famiglia Bradford, Io, Robot
- Toni Orlandi in Supercar, Salem's Lot
- Maurizio Scattorin in A prova di errore, RFK
- Raffaele Uzzi in Explorers
- Sergio Di Giulio in L.A. Confidential
- Sandro Tuminelli in La neve cade sui cedri
- Vittorio Battarra ne La rivincita dei nerds III
- Andrea Lala in La casa nella prateria
- Alessandro Rossi in Casa Keaton
- Nando Gazzolo in Top Secret (ep. 3x04)
- Gianni Marzocchi in Top Secret (ep. 3x18)
- Gianfranco Bellini in Matlock
- Gil Baroni in Angels in America
- Gino Pagnani in Ho perso la testa per un cervello
- Dante Biagioni in Star Trek: The Next Generation (ep. 3x11)
- Lucio Saccone in Star Trek: The Next Generation (ep. 6x16)
- Paolo Lombardi in The Queen - La regina
- Pietro Biondi in Star Trek: Enterprise
- Sandro Sardone in The Snow Walker
- Saverio Indrio in Triplo gioco
- Dario De Grassi in E.R. - Medici in prima linea
- Luciano De Ambrosis in West Wing - Tutti gli uomini del Presidente
- Ugo Pagliai in Sotto il cielo di Roma
- Guido Ruberto in Murder in the First
- Alessandro Budroni in Hide Away
- Michele Gammino in The Detour
- Gianni Gaude in Halt and Catch Fire
- Augusto Di Bono in Cate McCall - Il confine della verità
- Gino La Monica in Resta con me
- Carlo Valli in Panama Papers

Da doppiatore è sostituito da:
- Edoardo Siravo in Big Hero 6, Big Hero 6: La serie
- Massimo Rossi in Spirit - Cavallo selvaggio
- Bruno Alessandro in Un piccolo Batman per un grande Bat-Natale

## Riconoscimenti
- Premio Oscar
  - 1996 – Candidatura al migliore attore non protagonista per Babe - Maialino coraggioso